# Дания на зимних Олимпийских играх 1998
Дания принимала участие в Зимних Олимпийских играх 1998 года в Нагано (Япония) в девятый раз за свою историю, и завоевала одну серебряную медаль, до сих пор единственную на Зимних Олимпиадах.

## Серебро
- Кёрлинг, женщины: Хелена Блак Лаурсен (скип), Маргит Пёртнер, Дорте Хольм, Трине Квист, Яне Бидструп (запасная); тренер: Микаэль Квист.